# Minmose
Minmose war ein hoher altägyptischer Beamter, der unter der regierenden Königin Hatschepsut das Amt eines Vorstehers der Doppelscheune innehatte.
Minmose ist im Totentempel der Hatschepsut in Deir el-Bahari in Verbindung mit dem Bootstransprt der beiden Obelisken für Thutmosis II. dargestellt, die am Beginn der Regierungszeit von Hatschepsut errichtet wurden. Mit Sicherheit ist Minmose noch von Objekten aus dem Grab KV60 der Amme Sitre-In im Tal der Könige bekannt. Minmose erscheint vielleicht auch noch auf zwei Ostraka (jedoch ohne Titel), die in das 10. Regierungsjahr von Hatschepsut datieren und die seine Teilnahme am Bau des Totentempels der Königin bezeugen könnten. Er ist vielleicht in einem einfachen Schachtgrab neben dem Totentempel der Königin begraben worden. In Schacht MMA 59 fanden sich Reste eines Sarges, die einem Minmose, genannt Denergi gehören.